# Parafia Matki Bożej Jasnogórskiej w Lubinie
Parafia pw. Matki Bożej Jasnogórskiej w Lubinie – rzymskokatolicka parafia należąca do dekanatu Świnoujście, archidiecezji szczecińsko-kamieńskiej, metropolii szczecińsko-kamieńskiej. Erygowana 25 grudnia 1987 roku. Kościołem parafialnym jest kościół pw. Matki Bożej Jasnogórskiej w Lubinie znajdujący się przy ul. Głównej. Plebania parafii zlokalizowana jest przy kościele filialnym pw. Miłosierdzia Bożego przy ul. Turkusowej 9 w Wapnicy.

## Miejsca święte

### Kościół parafialny
Kościół pw. Matki Bożej Jasnogórskiej w Lubiniu

### Kościoły filialne i kaplice
Kościół pw. Miłosierdzia Bożego w Wapnicy

## Obszar parafii

### Miejscowości i ulice
W granicach parafii znajdują się miejscowości:
- Lubin,
- Wapnica
- Wicko (wraz z Zalesiem).

## Duszpasterze

### Lista proboszczów
- ks. dziekan prob. kan. mgr Henryk Krzyżewski
- ks. wicedziekan prob. kan. Waldemar Andrzej Michałowski[3]
- ks. Grzegorz Jankowiak[4]
- ks. dr Andrzej Stanisław Wańka